# Hapalomys
Hapalomys (Blyth, 1859) è un genere di Roditori della famiglia dei Muridi.

## Descrizione

### Dimensioni
Al genere Hapalomys appartengono roditori di piccole dimensioni, con lunghezza della testa e del corpo tra 121 e 168 mm e la lunghezza della coda tra 140 e 203 mm.

### Caratteristiche craniche e dentarie
Il cranio presenta una scatola cranica molto larga, un rostro corto e creste sopra-orbitali prominenti. Le arcate zigomatiche sono robuste, il palato è stretto, la bolla timpanica è grande. Gli incisivi sono considerevolmente allargati e robusti.
Sono caratterizzati dalla seguente formula dentaria:

### Aspetto
La pelliccia è densa e soffice, la coda è più lunga della testa e del corpo, moderatamente ricoperta di peli, talvolta terminante con un ciuffetto. Le vibrisse sono molto lunghe, più del capo. I piedi sono specializzati per la vita arboricola. I cuscinetti digitali sono grandi, le dita sono lunghe e sottili, il pollice è ridotto ad un piccolo tubercolo privo dell'unghia, mentre l'alluce è ampio, munito di un'unghia e pienamente opponibile. Le femmine hanno due paia di mammelle pettorali e due paia inguinali.

## Distribuzione
Questo genere è diffuso nell'Ecozona orientale.

## Tassonomia
Il genere comprende 3 specie:
- Hapalomys longicaudatus
- Hapalomys delacouri
- Hapalomys suntsovi